# Hapoel Holon
El Hapoel Unet Holon es un equipo de baloncesto Israelí que juega en la ciudad de Holon, en la Ligat Winner, la primera competición de baloncesto de su país. Disputa sus partidos en el Holon Toto Hall, con capacidad para 5.500 espectadores. El equipo ganó su primer título nacional derrotando a los eternos campeones, el Maccabi Tel Aviv, que habían conseguido el título las 15 temporadas anteriores, en la final de la Final Four.

## Historia
El club fue fundado en 1947, alcanzando la Primera División en 1954, año en que acabó en segunda posición. En 1987 disputó su primera Copa de Europa, tras acabar segundo en la liga. Regresó a la élite en la temporada 2006-2007, donde acabó primero de la liga regular. Al año siguiente conseguirían por fin su primer título, al derrotar en la final al Maccabi Tel Aviv por 73-72, con una canasta de Malik Dixon a falta de 2,6 segundos del final. El título de MVP recayó sobre el jugador estadounidense P.J. Tucker. El Hapoel puso fin a una racha de 15 años de victorias del equipo de Tel Aviv.
El equipo ha conseguido llegar en 5 ocasiones a la final de la Copa de Israel, perdiendo en todas ellas.

## Pabellón
El equipo juega sus partidos de casa en el Holon City Arena, con una capacidad para 2850 espectadores. Fue la primera cancha que se construyó en Israel específicamente para el baloncesto, en el año 1953. Es conocida como la "Cancha de latas", ya que el tejado y los laterales de la misma están construidos a base de latas. En marzo de 2015 se inauguró el 
Holon Toto Hall, con capacidad para 5.300 espectadores y que en 2016 albergará el Campeonato Europeo de Gimnasia Rítmica.

## Temporada a temporada
| Temporada | Nivel | División     | Pos. | G–P   | Copa de Israel   | Competiciones europeas | Competiciones europeas | Competiciones europeas |
| --------- | ----- | ------------ | ---- | ----- | ---------------- | ---------------------- | ---------------------- | ---------------------- |
| 2007–08   | 1     | Super League | 1º   | 22–7  | Semifinalista    |                        |                        |                        |
| 2008–09   | 1     | Super League | 5º   | 15–12 | Campeón          |                        |                        |                        |
| 2009–10   | 1     | Super League | 12º  | 6–16  |                  |                        |                        |                        |
| 2010–11   | 1     | Super League | 7º   | 12–19 |                  |                        |                        |                        |
| 2011–12   | 1     | Super League | 5º   | 17–13 | Semifinalista    |                        |                        |                        |
| 2012–13   | 1     | Super League | 9º   | 12–15 |                  | 3 EuroChallenge        | T16                    | 4–8                    |
| 2013–14   | 1     | Super League | 7º   | 16–17 | Octavos de final |                        |                        |                        |
| 2014–15   | 1     | Super League | 5º   | 18–19 | Octavos de final |                        |                        |                        |
| 2015–16   | 1     | Super League | 10º  | 12–21 |                  |                        |                        |                        |
| 2016–17   | 1     | Super League | 5º   | 23–14 | Semifinalista    |                        |                        |                        |
| 2017–18   | 1     | Super League | 2º   | 26–14 | Campeón          | 3 Champions League     | RS                     | 3–11                   |
| 2018–19   | 1     | Super League | 3º   | 25–12 | Semifinalista    | 3 Champions League     | RS                     | 7–7                    |
| 2018–19   | 1     | Super League | 3º   | 25–12 | Semifinalista    | 4 FIBA Europe Cup      | SF                     | 2–4                    |
| 2019–20   | 1     | Super League |      |       |                  | 3 Champions League     |                        |                        |

## Palmarés
- Ligat Winner
  - Campeón 2008
  - Subcampeón 1954 y 1955

- Liga Leumit
  - Campeón 2006, 2007

- Copa de baloncesto de Israel
  - Campeón 2009
  - Subcampeón 1959, 1961, 1986, 1991 y 1995

- League Cup
  - Subcampeón 2011

## Jugadores destacados
| - Marcel Hefetz - Niv Boogin - Ofer Eshed - Danny Hadar - Uri Kokia - Avi Maor - Tzahi Peled - Moran Roth - Rami Zeig - Luis Flores (baloncestista) - Saša Bratić - Brian Asbury - Ken Bannister - Tanoka Beard - Anthony Bethune - Laurence Bowers - Elton Brown - Eric Campbell - William Coleman - Tony Crocker - Paul Delaney - Malik Dixon - Richard Dumas - Jerome Dyson - Sean Evans | - Jamal Faulkner - George Gilmore - Gerald Glass - Anthony Goods - Jerai Grant - Antonio Graves - Bernard Haslett - Frank Hassell - Lawrence Hill - Robert Hite - Steven Hood - Tu Holloway - Titus Ivory - Anthony Jones - Clarence Kea - Wykeen Kelly - D.J. Kennedy - Ronald Lewis - Tharon Mayes - Dominic McGuire - Rich Melzer - Dwayne Mitchell - Tasmin Mitchell - Alex Oriakhi - Kasib Powell - Scottie Reynolds | - Tick Noel Rogers - Chester Simmons - Jerry Smith - Tyler Smith - Patrick Sullivan - Greg Sutton - Jordan Taylor - John Thomas - Brian Tolbert - P.J. Tucker - Brandon Wallace - Tony Washam - Deron Washington - Dominic Waters - Jay Webb - Corey Williams - Corey Crowder - Jamie Arnold - Micheal Carter - Joe Dawson - Isaac Rosefelt - Zack Rosen - Mark Sánchez - Bryant Dunston - JD Sanders |